# Canadian Premier League 2020
La Canadian Premier League 2020 fue la segunda edición de la Canadian Premier League, la primera división del fútbol de Canadá. Forge FC fue el primer campeón defensor luego de derrotar a Cavalry FC con marcador global de 2:0 en la final.
El 13 de marzo de 2020, como parte de las medidas para reducir la propagación de COVID-19, la CPL emitió un comunicado anunciando una suspensión de 14 días en todos los entrenamientos de pretemporada, con efecto inmediato. El 20 de marzo, la liga anunció que pospondría el inicio de la temporada a partir de la fecha previamente programada del 11 de abril.
El 29 de julio anunció el nuevo formato, con lo cual inició el 13 de agosto y culminó con la final el 19 de septiembre.
Todos los partidos fueron realizados en la Universidad de la Isla del Príncipe Eduardo, en Charlottetown, capital de la provincia de la Isla del Príncipe Eduardo.
El Forge FC conquistó su segundo título de su historia derrotando 2:0 al HFX Wanderers FC.

## Formato
Ahora con el Atlético Ottawa como nuevo equipo, los 8 equipos jugaron entre sí mediante sistema de todos contra todos 1 vez totalizando 7 partidos cada uno. Al término de la temporada los cuatro primeros clasificados jugaron los play-offs en grupo único. En grupo único jugaron todos contra todos 1 vez totalizando 3 partidos cada uno. Al término de la fase grupal los dos primeros clasificados jugaron la final. El campeón tuvo como plaza a la Liga Concacaf 2021 y además tuvo un cupo asegurado para disputar el Campeonato Canadiense de Fútbol 2020.

## Equipos participantes
Los siete equipos que participaron en la temporada inaugural de la Canadian Premier League 2019 estuvieron listos para competir en esta temporada. Después de que el equipo del USL Championship, el Ottawa Fury FC, suspendiera sus operaciones, se confirma que el Atlético Ottawa, con sede en Ottawa, se une a la temporada 2020, conformando un total de ocho equipos para este torneo.
Nota: Todos los equipos usan Macron como fabricante del kit.
| Equipo           | Ciudad   | Entrenador         | Estadio            | Aforo  |
| ---------------- | -------- | ------------------ | ------------------ | ------ |
| Atlético Ottawa  | Ottawa   | Mista              | TD Place Stadium   | 24.000 |
| Cavalry FC       | Calgary  | Tommy Wheeldon Jr. | ATCO Field         | 6.000  |
| FC Edmonton      | Edmonton | Jeff Paulus        | Clarke Stadium     | 5.100  |
| Forge FC         | Hamilton | Bobby Smyrniotis   | Tim Hortons Field  | 10.016 |
| HFX Wanderers FC | Halifax  | Stephen Hart       | Wanderers Grounds  | 6.200  |
| Pacific FC       | Langford | Pa Modou Kah       | Westhills Stadium  | 7.500  |
| Valour FC        | Winnipeg | Rob Gale           | IG Field           | 10.000 |
| York9 FC         | York     | Jimmy Brennan      | York Lions Stadium | 8.000  |

### Equipos porprovincia
| Provincia          | N.º | Equipos                             |
| ------------------ | --- | ----------------------------------- |
| Ontario            | 3   | Atlético Ottawa, Forge FC, York9 FC |
| Alberta            | 2   | Calvary FC, FC Edmonton             |
| Columbia Británica | 1   | Pacific FC                          |
| Manitoba           | 1   | Valour FC                           |
| Nueva Escocia      | 1   | HFX Wanderers FC                    |

## Temporada regular
| Pos. | Equipo               | Pts. | PJ | G | E | P | GF | GC | Dif. | Clasificación 2020      |
| ---- | -------------------- | ---- | -- | - | - | - | -- | -- | ---- | ----------------------- |
| 1    | Cavalry FC (Q)       | 13   | 7  | 4 | 1 | 2 | 10 | 7  | +3   | Avanza a Fase de Grupos |
| 2    | HFX Wanderers FC (Q) | 12   | 7  | 3 | 3 | 1 | 12 | 7  | +5   | Avanza a Fase de Grupos |
| 3    | Forge FC (Q)         | 12   | 7  | 3 | 3 | 1 | 13 | 9  | +4   | Avanza a Fase de Grupos |
| 4    | Pacific FC (Q)       | 11   | 7  | 3 | 2 | 2 | 10 | 8  | +2   | Avanza a Fase de Grupos |
| 5    | York9 FC             | 10   | 7  | 2 | 4 | 1 | 8  | 7  | +1   |                         |
| 6    | Valour FC            | 8    | 7  | 2 | 2 | 3 | 8  | 9  | −1   |                         |
| 7    | Atlético Ottawa      | 8    | 7  | 2 | 2 | 3 | 7  | 12 | −5   |                         |
| 8    | FC Edmonton          | 1    | 7  | 0 | 1 | 6 | 5  | 14 | −9   |                         |

Actualizado a los partidos jugados el 6 de septiembre de 2020.
 Fuente: GSA

## Play offs

### Fase de grupos
| Pos. | Equipo               | Pts. | PJ | G | E | P | GF | GC | Dif. | Clasificación 2020 |
| ---- | -------------------- | ---- | -- | - | - | - | -- | -- | ---- | ------------------ |
| 1    | Forge FC (Q)         | 7    | 3  | 2 | 1 | 0 | 4  | 1  | +3   | Avanza a la final  |
| 2    | HFX Wanderers FC (Q) | 4    | 3  | 1 | 1 | 1 | 3  | 7  | −4   | Avanza a la final  |
| 3    | Pacific FC           | 3    | 3  | 1 | 0 | 2 | 6  | 5  | +1   |                    |
| 4    | Cavalry FC           | 3    | 3  | 1 | 0 | 2 | 4  | 4  | 0    |                    |

Actualizado a los partidos jugados el 15 de septiembre de 2020.
 Fuente: GSA

## Resultados

### Temporada regular
| Forge FC         | 2 - 2 | Cavalry FC      | UPEI Artificial Turf Field | 13 de agosto | 21:00 |
| York 9 FC        | 2 - 2 | Atlético Ottawa | UPEI Artificial Turf Field | 15 de agosto | 13:00 |
| HFX Wanderers FC | 2 - 2 | Pacific FC      | UPEI Artificial Turf Field | 15 de agosto | 16:00 |
| Valour FC        | 0 - 2 | Cavalry FC      | UPEI Artificial Turf Field | 16 de agosto | 13:00 |
| Forge FC         | 2 - 0 | FC Edmonton     | UPEI Artificial Turf Field | 16 de agosto | 16:00 |

| Pacific FC       | 1 - 1 | York9 FC   | UPEI Artificial Turf Field | 18 de agosto | 21:00 |
| Atlético Ottawa  | 0 - 4 | Valour FC  | UPEI Artificial Turf Field | 19 de agosto | 14:00 |
| HFX Wanderers FC | 1 - 1 | Forge FC   | UPEI Artificial Turf Field | 19 de agosto | 21:00 |
| FC Edmonton      | 0 - 2 | Cavalry FC | UPEI Artificial Turf Field | 20 de agosto | 21:00 |
| York 9 FC        | 0 - 0 | Valour FC  | UPEI Artificial Turf Field | 22 de agosto | 14:00 |
| Forge FC         | 2 - 1 | Pacific FC | UPEI Artificial Turf Field | 22 de agosto | 17:00 |

| Atlético Ottawa | 2 - 2 | FC Edmonton      | UPEI Artificial Turf Field | 23 de agosto | 13:00 |
| Cavalry FC      | 2 - 1 | HFX Wanderers FC | UPEI Artificial Turf Field | 23 de agosto | 21:00 |
| Pacific FC      | 2 - 0 | Valour FC        | UPEI Artificial Turf Field | 25 de agosto | 15:00 |

| York9 FC        | 3 - 2 | Forge FC         | UPEI Artificial Turf Field | 26 de agosto | 14:00 |
| FC Edmonton     | 1 - 3 | HFX Wanderers FC | UPEI Artificial Turf Field | 26 de agosto | 21:00 |
| Atlético Ottawa | 2 - 0 | Cavalry FC       | UPEI Artificial Turf Field | 27 de agosto | 21:00 |

| Valour FC        | 2 - 1 | FC Edmonton | UPEI Artificial Turf Field | 29 de agosto | 13:00 |
| HFX Wanderers FC | 1 - 1 | York 9 FC   | UPEI Artificial Turf Field | 29 de agosto | 16:00 |
| Cavalry FC       | 1 - 2 | Pacific FC  | UPEI Artificial Turf Field | 30 de agosto | 13:00 |
| Atlético Ottawa  | 0 - 2 | Forge FC    | UPEI Artificial Turf Field | 30 de agosto | 16:00 |

| FC Edmonton | 0 - 1 | York 9 FC        | UPEI Artificial Turf Field | 1 de septiembre | 21:00 |
| Valour FC   | 0 - 2 | HFX Wanderers FC | UPEI Artificial Turf Field | 2 de septiembre | 14:00 |
| Pacific FC  | 0 - 1 | Atlético Ottawa  | UPEI Artificial Turf Field | 2 de septiembre | 21:00 |
| Forge FC    | 2 - 2 | Valour FC        | UPEI Artificial Turf Field | 5 de septiembre | 13:00 |
| Cavalry FC  | 1 - 0 | York 9 FC        | UPEI Artificial Turf Field | 5 de septiembre | 16:00 |

| HFX Wanderers FC | 2 - 0 | Atlético Ottawa | UPEI Artificial Turf Field | 6 de septiembre | 13:00 |
| Pacific FC       | 2 - 1 | FC Edmonton     | UPEI Artificial Turf Field | 6 de septiembre | 16:00 |

### Play offs
| HFX Wanderers FC | 1 - 1 | Forge FC   | UPEI Artificial Turf Field | 9 de septiembre | 14:00 |
| Cavalry FC       | 3 - 1 | Pacific FC | UPEI Artificial Turf Field | 9 de septiembre | 21:00 |

| Forge FC   | 2 - 0 | Pacific FC       | UPEI Artificial Turf Field | 12 de septiembre | 13:00 |
| Cavalry FC | 1 - 2 | HFX Wanderers FC | UPEI Artificial Turf Field | 12 de septiembre | 16:00 |

| Cavalry FC       | 0-1 | Forge FC   | UPEI Artificial Turf Field | 15 de septiembre | 14:00 |
| HFX Wanderers FC | 0-5 | Pacific FC | UPEI Artificial Turf Field | 15 de septiembre | 21:00 |

## Final
La final se jugó a partido único en el UPEI Artificial Turf Field, Charlottetown, Isla Príncipe Eduardo.
| 19 de septiembre de 2020 | Forge FC                           | 2:0 (0:0) | HFX Wanderers FC | UPEI Artificial Turf Field, Charlottetown, Isla del Príncipe Eduardo |                                                     |
| 15:00                    | Achinioti Jönsson 60' · Tissot 90' | Reporte   |                  | Asistencia: 0 espectadores Árbitro(s): Juan Márquez                  | Asistencia: 0 espectadores Árbitro(s): Juan Márquez |

| Bandera de Canadá           |
| Campeón Forge FC 2.º título |

## Goleadores
- Actualizado el 19 de septiembre de 2020

| Jugador                     | Equipo           | Goles |
| --------------------------- | ---------------- | ----- |
| Akeem Garcia                | HFX Wanderers FC | 6     |
| Marco Bustos                | Pacific FC       | 5     |
| João Morelli                | HFX Wanderers FC | 4     |
| Jordan Brown                | Cavalry FC       | 3     |
| Joseph Di Chiara            | York 9 FC        | 3     |
| Nathan Mavila               | Cavalry FC       | 3     |
| Kyle Bekker                 | Forge FC         | 3     |
| Easton Ongaro               | FC Edmonton      | 3     |
| Daniel Krutzen              | Forge FC         | 3     |
| Alejandro Díaz              | Pacific FC       | 3     |
| Alexander Achinioti Jönsson | Forge FC         | 3     |